# 뉴그라운즈
뉴그라운즈(Newgrounds)는 1995년에 톰 펄프(Tom Fulp)가 설립한 미국의 플래시 콘텐츠 사이트이다. 2006년 12월 기준으로 100만 명 이상의 등록 이용자와 35만 개 이상의 작품이 존재한다. 이용자는 투고된 작품을 비평하고, 투표하는 것이 장려되고 있으며, 인기가 없는 작품(200표 미만)은 자동적으로 삭제되는 시스템으로 되어 있다. 거대한 규모의 플래시 콘텐츠 사이트이다. 미국 내 타 사이트와 합작을 만들기도 한다. 그중 유명한 작들중 매드니스 컴뱃, 피코의 학교, 프라이데이 나이트 펑킨 등이 있다.

## 작품 목록
이 회사의 플래시게임 뿐만 아니라, 타 플래시게임 제작사의 게임도 포함되어 있다. 게임 중에는 음란하거나 잔인한 게임도 있으므로 주의 바란다.

### 그림
게임뿐 아니라 그림도 많다. 애니메이션 캐릭터나, 다양한 작품들이 많다. 게임처럼 수위에 따라 등급이 있다. 하지만 게임과 마찬가지로 미성년자에게 부적절한 콘텐츠(여자가 알을 낳거나 신체 부위를 모두 노출, 남자와 성행위를 하는 음란한 콘텐츠, 잔인한 콘텐츠)가 있으므로 주의해야 한다.

### 수위 등급
- E: Everyone. 전체 이용 가능.
- T: Teen. 약간의 수위가 있다.
- M: Mature. 폭력이나 음란성이 심할 때 표시된다.
- A: Adults. 성인용. 폭력이나 선정성이 매우 심하면 표시된다. 현재는 로그인을 해야 열람이 가능한 것으로 바뀌었다.

## 마스코트 캐릭터
- 탱크맨 ※ 게임 시작 시 로고 부분에서 자주 나오는 캐릭터다.
- 피코 ※ 비로그인 시 연령제한 성인용 콘텐츠 안내문에 나온다.
- 알로이
- 팬시팬츠
- 피콘조
- 전기톱 부자 ※ 대한민국을 포함한 국가에서는 '아빠와 나'의 주인공 캐릭터들로 알려졌었다.
- 네네 ※ 피가 묻은 식칼을 든 것으로 보아 잔혹한 캐릭터로 보인다.
- 행크 J. 윔블턴
- 샐러드 핑거즈
- S'애스홀
- P 봇
- 호미니드
- 컨비에트

## 같이 보기
- 플래시 콘텐츠 사이트